# 논리학자 목록
다음은 논리학자 목록이다.

## ㄱ
- 게르하르트 겐첸
- 게오르크 빌헬름 프리드리히 헤겔
- 게오르크 칸토어
- 고든 클라크
- 고트프리트 빌헬름 라이프니츠
- 고틀로프 프레게
- 그레고리 차이틴

## ㄴ
- 나가르주나
- 니우통 다 코스타
- 니콜라 부르바키

## ㄷ
- 다르마키르티
- 다비트 힐베르트
- 다케우치 가이시
- 데이나 스콧
- 데이비드 루이스 (철학자)
- 둔스 스코투스
- 디그나가

## ㄹ
- 라몬 류이
- 라위천 에흐베르튀스 얀 브라우어르
- 레오폴트 크로네커
- 레온하르트 오일러
- 레이먼드 스멀리언
- 로렌초 발라
- 로버트 솔로베이
- 로트피 자데
- 루돌프 카르나프
- 루벤 루이스 굿스타인
- 루이스 캐럴
- 루트비히 비트겐슈타인
- 르네 데카르트
- 리처드 몬터규
- 리처드 제프리

## ㅁ
- 마이클 더밋
- 미하엘 라빈

## ㅂ
- 버트런드 러셀
- 베르나르트 볼차노
- 보이티우스
- 빌헬름 아커만

## ㅅ
- 사무엘 에일렌베르크
- 사하론 셸라흐
- 손더스 매클레인
- 솔 크립키
- 스티븐 클레이니
- 스폭

## ㅇ
- 아런트 헤이팅
- 아리스토텔레스
- 아브라함 프렝켈
- 아이작 와츠
- 안제이 모스토프스키
- 알론조 처치
- 알프레드 노스 화이트헤드
- 알프레트 타르스키
- 앨런 튜링
- 앨퀸
- 야코 힌티카
- 얀 우카시에비치
- 에른스트 체르멜로
- 에밀 포스트
- 에이브러햄 로빈슨
- 에후드 흐루쇼브스키
- 오거스터스 드 모르간
- 오컴의 윌리엄
- 요한 하인리히 람베르트
- 윌러드 밴 오먼 콰인
- 윌리엄 스탠리 제번스
- 윌리엄 휴 우딘
- 유리 마티야세비치
- 유제프 마리아 보헨스키
- 이븐 타이미야

## ㅈ
- 자크 에르브랑
- 장 니코드
- 장 뷔리당
- 조지 불
- 조지 불로스
- 존 메이어 (철학자)
- 존 버클리 로서
- 존 벤
- 존 스튜어트 밀
- 존 폰 노이만
- 존 헨리 뉴먼
- 주세페 페아노
- 진웨린

## ㅊ
- 차나키야
- 찰스 샌더스 퍼스

## ㅋ
- 카임 페렐만
- 케네스 쿠넌
- 쿠르트 괴델
- 크리스티안 볼프
- 크리시포스

## ㅌ
- 타데우시 코타르빈스키
- 탈레스
- 테오프라스토스
- 토랄프 스콜렘
- 토마스 아퀴나스

## ㅍ
- 파울 베르나이스
- 포르피리오스
- 폴 코언
- 표트르 노비코프
- 프랭크 램지
- 플라톤
- 피에르 드 라뮈
- 피에르 아벨라르
- 피터 기치

## ㅎ
- 해스켈 커리
- 혜시
- 후안 루이스 비베스
- 힐러리 퍼트넘